# Rumunjski savez šaha
Rumunjski savez šaha (rum.: Federaţia Română de Şah), krovno tijelo športa šaha u Rumunjskoj. Osnovan je 1925. godine.  Sjedište je u Bukureštu, ul. Vasile Conta 16. Rumunjska pripada europskoj zoni 1.4. Predsjednik je Sorin-Avram Iacoban (ažurirano 22. listopada 2019.).

## Vanjske poveznice
- Službene stranice